# Leptorhaconotus coriaceus
Leptorhaconotus coriaceus är en stekelart som beskrevs av Granger 1949. Leptorhaconotus coriaceus ingår i släktet Leptorhaconotus och familjen bracksteklar. Inga underarter finns listade i Catalogue of Life.